# Медаль Анании Ширакаци
Медаль Анании Ширакаци — государственная награда Республики Армения.
Медаль Анании Ширакаци присуждается за выдающуюся деятельность, значительные изобретения и открытия в областях экономики, архитектуры, науки и техники.
Медалью Анании Ширакаци награждаются ученые, архитекторы, изобретатели в экономической и естественно-научной областях.
Закон «О медали Анании Ширакаци» действует с 26 июля 1993 года. 15 ноября 2000 года в законе произведено изменение.

## Награждённые медалью
В период правления Президента Армении С. Саргсяна (с 9 апреля 2008 года) медалью были награждены 281 человек, все - прижизненно.
Из 281 награждённых 253 - граждане Армении, 27 - иностранных государств (8 - Российской Федерации, 6 граждан США, 5 - Франции, по 1 - Германии, Аргентины, Канады, Ливана,  Ирана, Италии, Украины и ОАЭ. 
19 из награждённых - женщины.